# Alfa Romeo Alfetta GT/GTV
El Alfa Romeo Alfetta GT -después denominado Alfa Romeo Alfetta GTV- fue un turismo deportivo derivado del Alfa Romeo Alfetta, construido por la firma italiana Alfa Romeo entre 1974 al 1987 en el establecimiento de Arese. Fue uno de los primeros diseños de Italdesign perteneciente a Giorgetto Giugiaro junto con el Alfa Romeo Sprint -versión coupé del Alfa Romeo Alfasud- con el que el parecido es notable. 

## El contexto

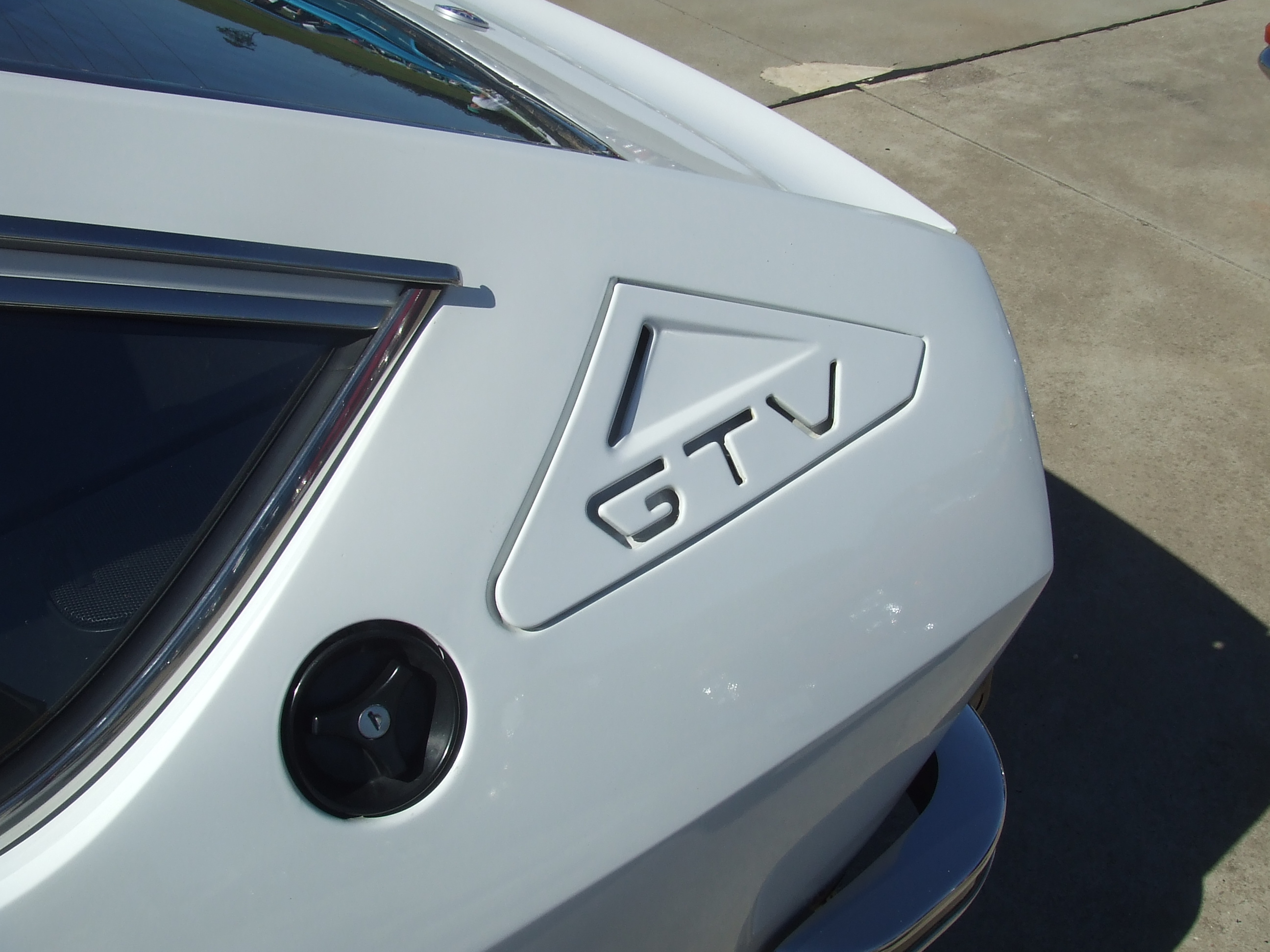
Logotipo de un Alfetta GTV

En el 1967 el Alfa Romeo decide empezar el estudio para la realización de la coupé que deberá sustituir en los años 1970 el modelo "Giulia GT". Las principales directivas de diseño son la creación de un automóvil que pueda ofrecer cuatro plazas cómodas (al sitio del tradicional 2+2) con un maletero de buena capacidad. El objetivo era luchar la competencia de las berline deportivas compactas (al igual que la BMW 2002) que ofreciendo prestaciones similares y mayor versatilidad de uso estaban teniendo un éxito considerable en toda Europa.
Partiendo de la base de la "Giulia GT" en el 1968 viene dado encargo para el nuevo proyecto a la "neonata" Italdesign de Giorgetto Giugiaro, en consideración del hecho que tal gabinete había seguido el nacimiento y el desarrollo de la "Giulia GT" en los años en los cuales trabajaba a la Bertone. A la vez, el centro de estilo Alfa procedió a la realización de un proyecto paralelo. El resultado final fue una carrocería con los volúmenes trasladados hacia atrás y la cola trunca.

## Historia y versiones

### Primera serie (1974-1980)

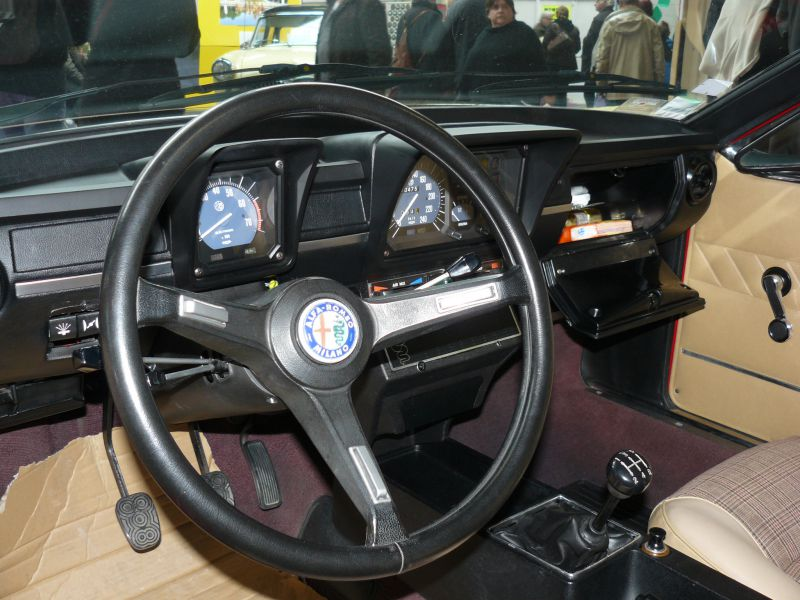
Interior de un Alfetta GT 1600

De momento del lanzamiento en el 1974 la motorizzazione de base estaba constituida del bialbero ya montado también sobre el Alfetta berlina. Este motor con cilindrata de 1779 cm³ y erogante 122 CV a 5500 giros consentía al Alfetta GT de alcanzar los 195 km/h. En el 1976 vienen introducidas la GT 1.6 1570 cm³ 109 CV a 5600 giros que sostituisce la 1.8, viene revista la mascherina, el tappo del serbatoio es a vista y en el retro se añade la escrita Alfa Romeo sobre la targa; a la vez nasce la GTV 2.0 (1962 cm³) erogante 122 CV a 5300 giros, se diferencia de la 1.6 para los rostri a los paraurti, dos inserti cromati sobre la mascherina y griglie para el sfogo habitáculo con escritas GTV. En el 1978 la 2.0 diventa 2.0 L que adquiere 8 CV más alcanzando los 130 CV a 5400 giros, vienen introducidos las guarnizioni sobre parabrezza y lunotto (pegados en precedencia).  
En el 1979 viene propuesta la GTV 2.0 Turbodelta que riprende la maquinal de la L pero sovralimentato mediante turbocompressore "alfa avio" y en seguido KKK, llegando a erogare 150 CV, se reconocía para el cofano motor de color negro y strisce multicolore con escrita Turbodelta bajo los sportelli con logotipo Autodelta. 

### Segunda serie (1980-1987)
| Versión                                                     | Años de producción                                          | Ejemplares |
| ----------------------------------------------------------- | ----------------------------------------------------------- | ---------- |
| Alfetta GT (1.8)                                            | del 1974 al 1976                                            | 21.947     |
| Alfetta GT (1.6)                                            | del 1976 al 1980                                            | 16.923     |
| Alfetta GTV (2.0)                                           | del 1976 al 1978                                            | 31.267     |
| Alfetta GTV 2.6 V8                                          | en el 1977                                                  | 20         |
| Alfetta GTV L (2.0)                                         | del 1978 al 1980                                            | 26.108     |
| Alfetta 2000 Turbodelta                                     | del 1979 al 1980                                            | 400        |
| Alfetta GTV 2.0                                             | del 1980 al 1983                                            | 10.352     |
| Alfetta GTV 2.0 DELTA                                       | del 1980 al 1981                                            | 600        |
| GTV 2.0                                                     | del 1983 al 1987                                            | 7.296      |
| Alfetta GTV Grand Prix (2.0)                                | del 1981 al 1982                                            | 650        |
| Alfetta GTV 2.5                                             | del 1980 al 1983                                            | 11.468     |
| GTV 2.5                                                     | del 1983 al 1987                                            | 10.912     |
| GTV 3.0 V6                                                  | del 1984 al 1985                                            | 200        |
| TotaleN .B.:Datos Ruoteclassiche, Un siglo de auto italiana | TotaleN .B.:Datos Ruoteclassiche, Un siglo de auto italiana | 137.543    |

En el 1980 llega la segunda serie, sparisce la 1.6 y nasce la GTV6, dotada de unos 6 cilindros a V de 60° y cilindrata de 2492 cm³, con una potencia de 160 CV a 6000 giros, un árbol a camme para bancata e inyección electrónica. La nueva versión se reconoce para los plásticos negras usadas, el 2.5 se distingue de la 2.0 para la gobba sobre el cofano motor y los nuevos aros en liga a 5 dados. En el 1983 viene presentada la última versión con un lieve lifting.
El Alfetta GT ha sido una vettura muy apreciada de la clientela extranjera, cuyas solicitudes han dado origen a muchas pequeñas series con dotaciones o motorizzazioni particulares.
La versión "América", monta fin del inicio el motor de dos litros con inyección para adecuarse a las normas EE. UU. sobre las emisiones. En el Reino Unido venían exportadas las versiones "GTS" de 1600 cm³ y "GTV Calle" de 2000 cm³, correspondientes a los modelos de series, pero completamente accessoriate y con finiture particularmente curadas.

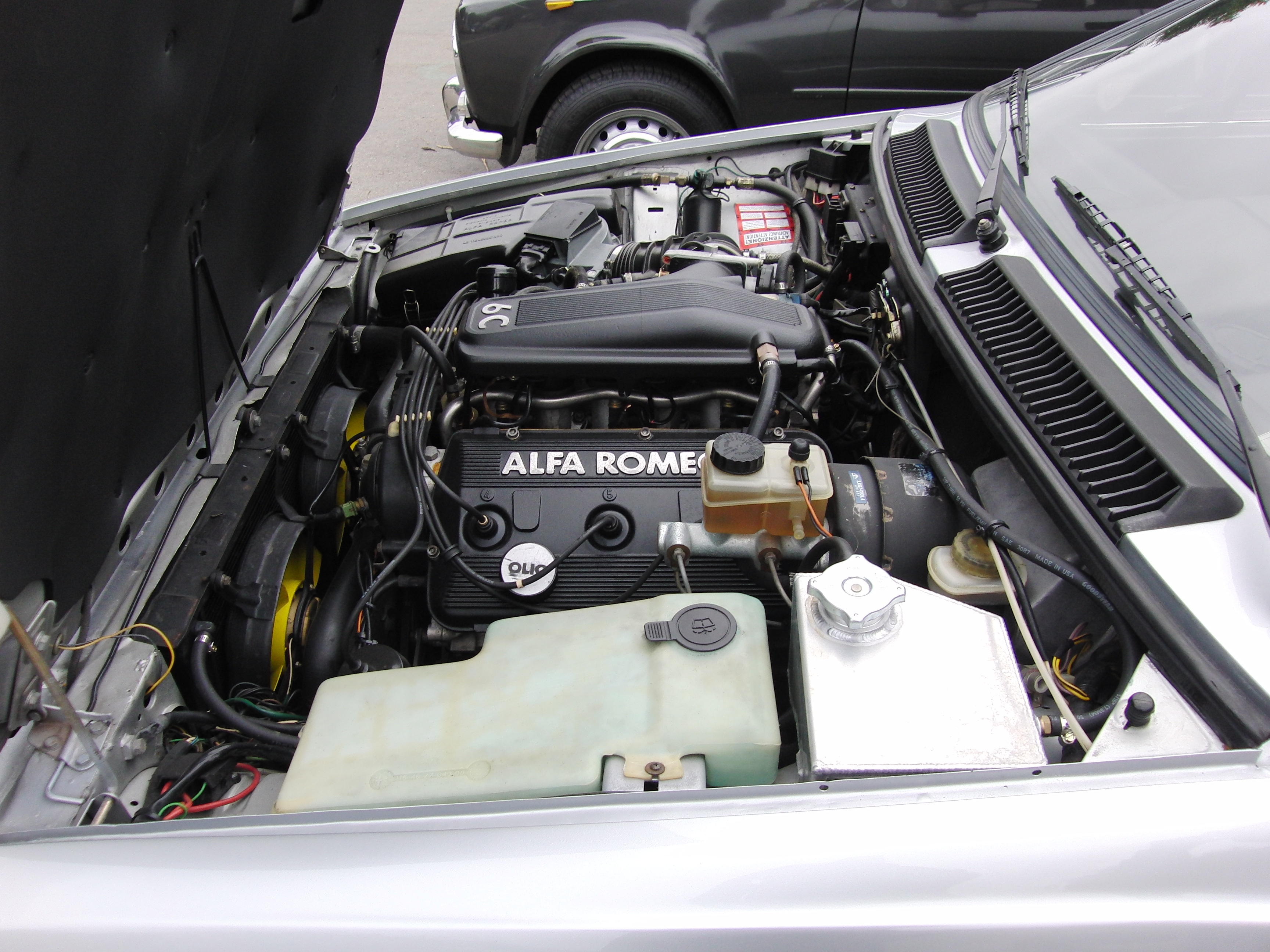
Motor V6 Busso de un Alfetta GTV6

Sobre solicitud de la importatore alemán, en el 1977, el Autodelta realizó la "GTV 2.6 V8", en soles 20 ejemplares. Dotada del propulsore ocho cilindros a V de la Montreal, disponía de 200 CV y podía alcanzar los 230 km/h, con aceleraciones brucianti (0 a 100 km/h en 7,5").
Dos años más tarde, al fin de obtener la homologación al "Grupo 4" del Campeonato Rally, vinieron allestite 400 vetture de la versión "Turbodelta", con motorizzazione de dos litros alimentados con turbocompressore. Empleada en las competiciones también de pilotos privados, no obtendrá soddisfacenti resultados a causa de la scarsa confiabilidad maquinal.

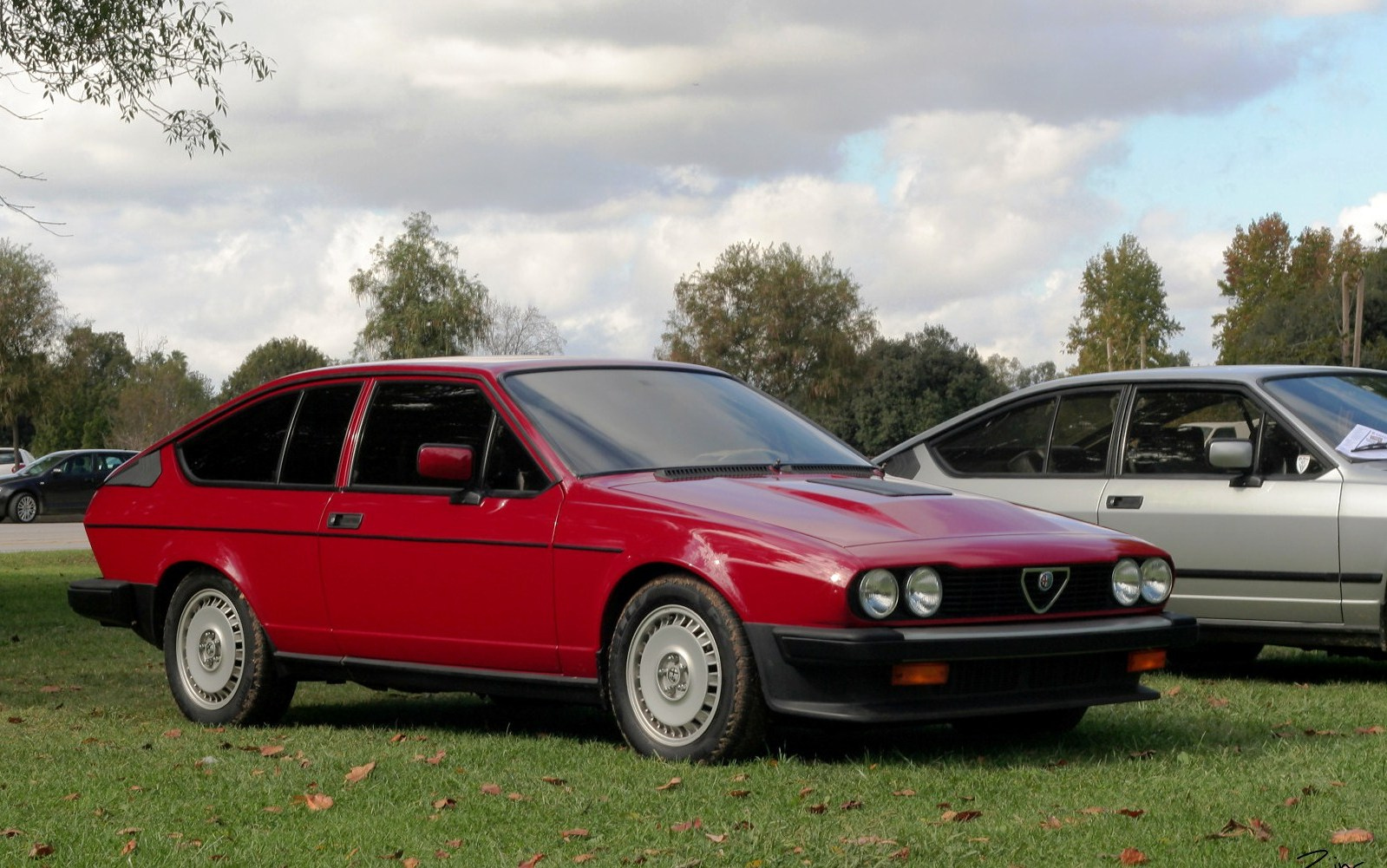
La Alfetta GTV6 II SERIES del 1981

En el 1981 viene producida la versión "Grand Prix" para celebrar la vuelta de la Alfa Romeo en Fórmula 1. Vienen modificados los interiores (velluto negro a líneas grises, moquette roja sobre el pavimento, targhetta con número progressivo del ejemplar sobre el cruscotto, volador rivestito en piel) y el aspecto exterior (color carrozzeria exclusivamente rojo con strisce adhesivas negras a la altura de la línea de cinturón y sobre la parte baja de la fiancata, paraurti anterior, paraurti posterior, alettone anterior, minigonne y espejo retrovisore exterior en tinta con la carrozzeria, llantas maggiorati 195/60 HR15 montados sobre aros en liga negros con bordo plata, quadrifoglio verde sobre los sfoghi aire posterior) pero la motorizzazione queda los dos litros estrechamente de series. La versión especial "Grand Prix" vino allestita en 650 ejemplares numerados progresivamente, de los cuales 250 destinados al mercado italiano, 200 para el mercado francés y 200 para los restanti países europeos. El allestimento especial venía eseguito de la Maggiora.
Finalmente en el 1984 vinieron realizados de la consociata sudafricana 200 ejemplares de la GTV 3.0 V6 con conduce a derecha, destinados principalmente al mercado interior y exportado ocasionalmente en otros países con circulación a siniestra.

## La Alfetta GT/GTV en las competiciones
En las competiciones deportivas la Alfetta GTV participó sea a las carreras del Rally, sea a las carreras del Campeonato Mundial Deporte Prototipos al igual que Grupo 5, pero obtuvo sus mejores resultados en el Campeonato Europeo Turismo, donde venció sea en la División 3 reservada a las berline, sea en la clasifica absoluta reservada a todas las auto participantes. La victoria en la Div3 llegó en el 1976, en el 1977 y en el 1981, mientras las victorias absolutas llegaron con la nueva Alfetta GTV V6 2500 producida del 1980 al 1986, la cual venció consecutivamente el Campeonato Europeo Turismo del 1982 al 1985, stavolta en la categoría absoluta, donde llegó a batir avversari agguerriti como Audi, BMW y Jaguar.
Otras victorias en esta categoría llegaron en el Campeonato Francés Turismo en el 1983 y en el 1984, sea en el Campeonato Turismo Británico en el 1983, más otras victorias menores en el Campeonato Europeo Montaña y en los otros campeonatos, es decir el Campeonato Italiano Velocidad Montaña y el Campeonato Suizo Turismo.